# Pietro la Vega
Pietro la Vega (... – 1810) è stato un archeologo spagnolo, che si occupò delle esplorazioni archeologiche delle città di Pompei, Ercolano e Stabia.

## Biografia
In origine, così come il fratello Francisco, Pietro fu un ingegnere militare, oltre ad un eccellentre cartografo. Inizialmente, nel 1764, iniziò a lavorare con il fratello, che era stato scelto da Ferdinando I di Borbone, come direttore degli scavi archeologici delle città vesuviane sepolte dall'eruzione del 79: nel 1804, a seguito della morte di Francisco, Pietro prese il suo posto.
Pietro la Vega fu un archeologo meticoloso, che svolte il suo lavoro con scrupolosità, spesso annotando ogni minima scoperta: proprio grazie ai suoi scritti nel 1824, François Mazois, pubblicò uno dei più completi e precisi volumi sugli scavi di Pompei.
| Controllo di autorità | VIAF (EN) 39001678 · ISNI (EN) 0000 0000 4637 5191 · Europeana agent/base/12375 · LCCN (EN) no98125080 · GND (DE) 1140142844 · BNF (FR) cb125182887 (data) |